# Schiebermotor

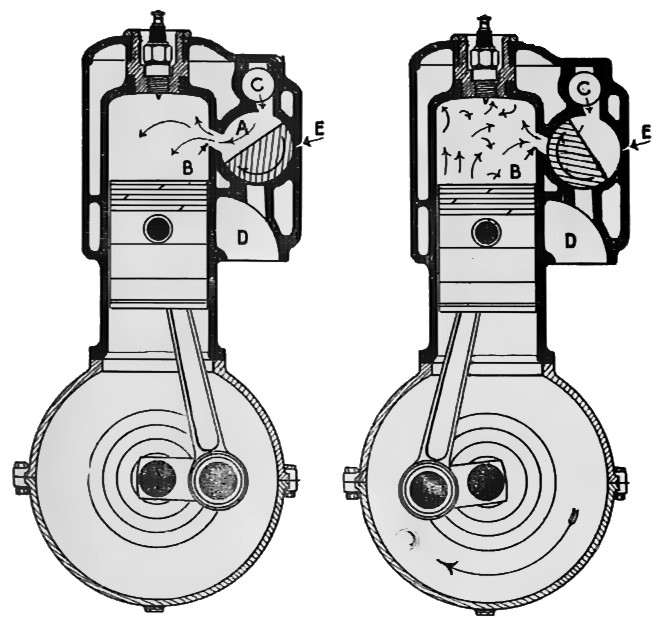
Schnittbild eines Motors mit Drehschiebersteuerung (Darracq 1912)

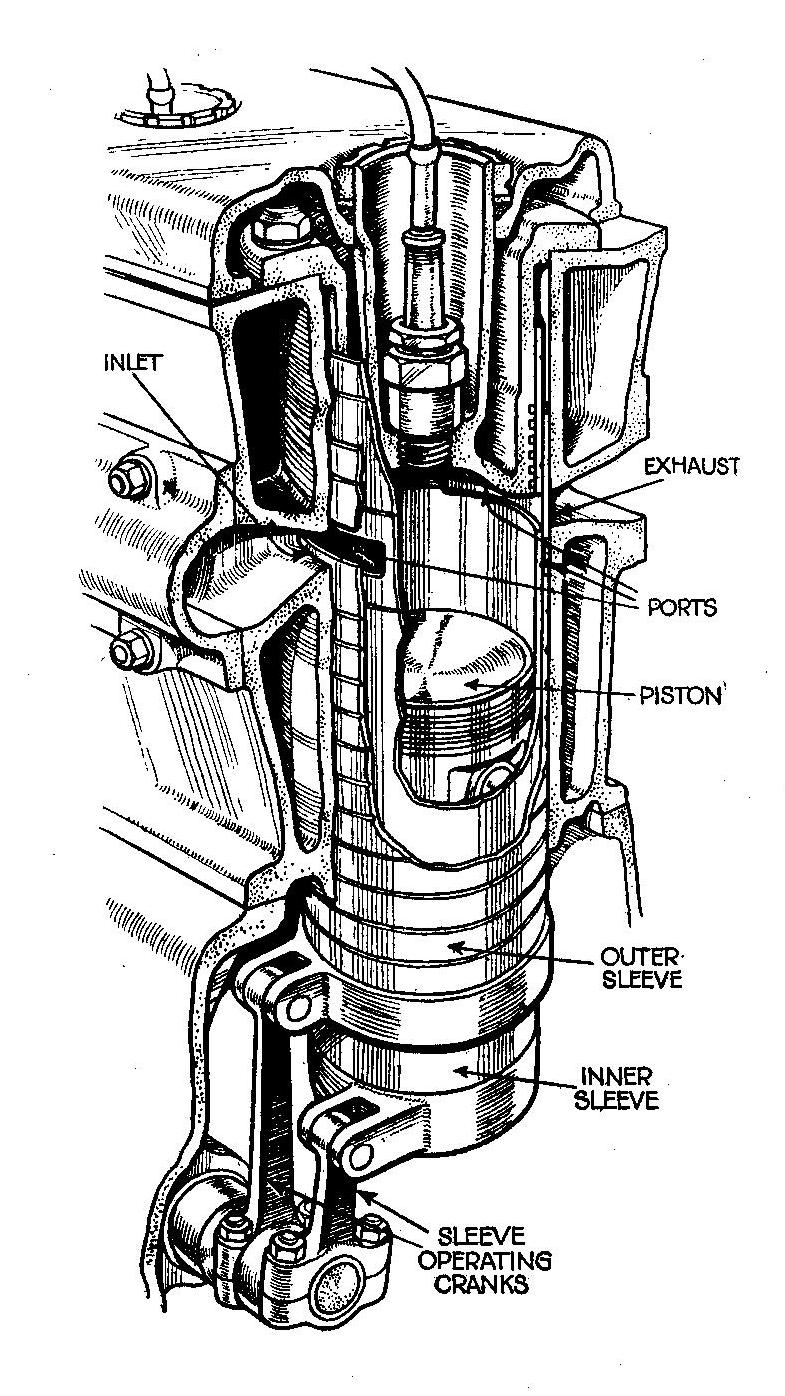
Schnittbild eines Knight-Motors
Bezeichnungen von oben nach unten: Einlass, Auslass, Öffnungen, Kolben, äußere und innere Schieberhülse, Hülsenantriebskurbeln

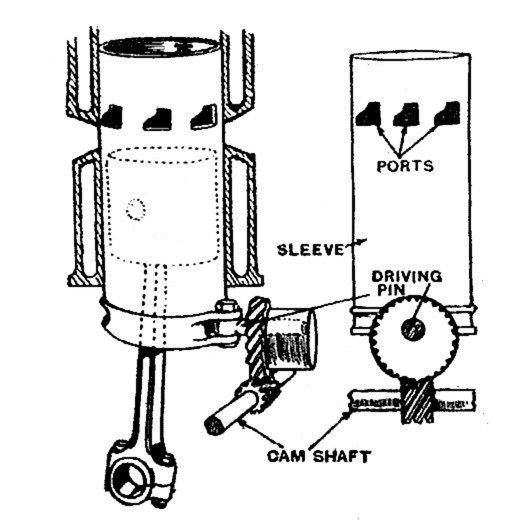
Burt-McCollum-Steuerung mit einfachem kreisenden Hülsenschieber

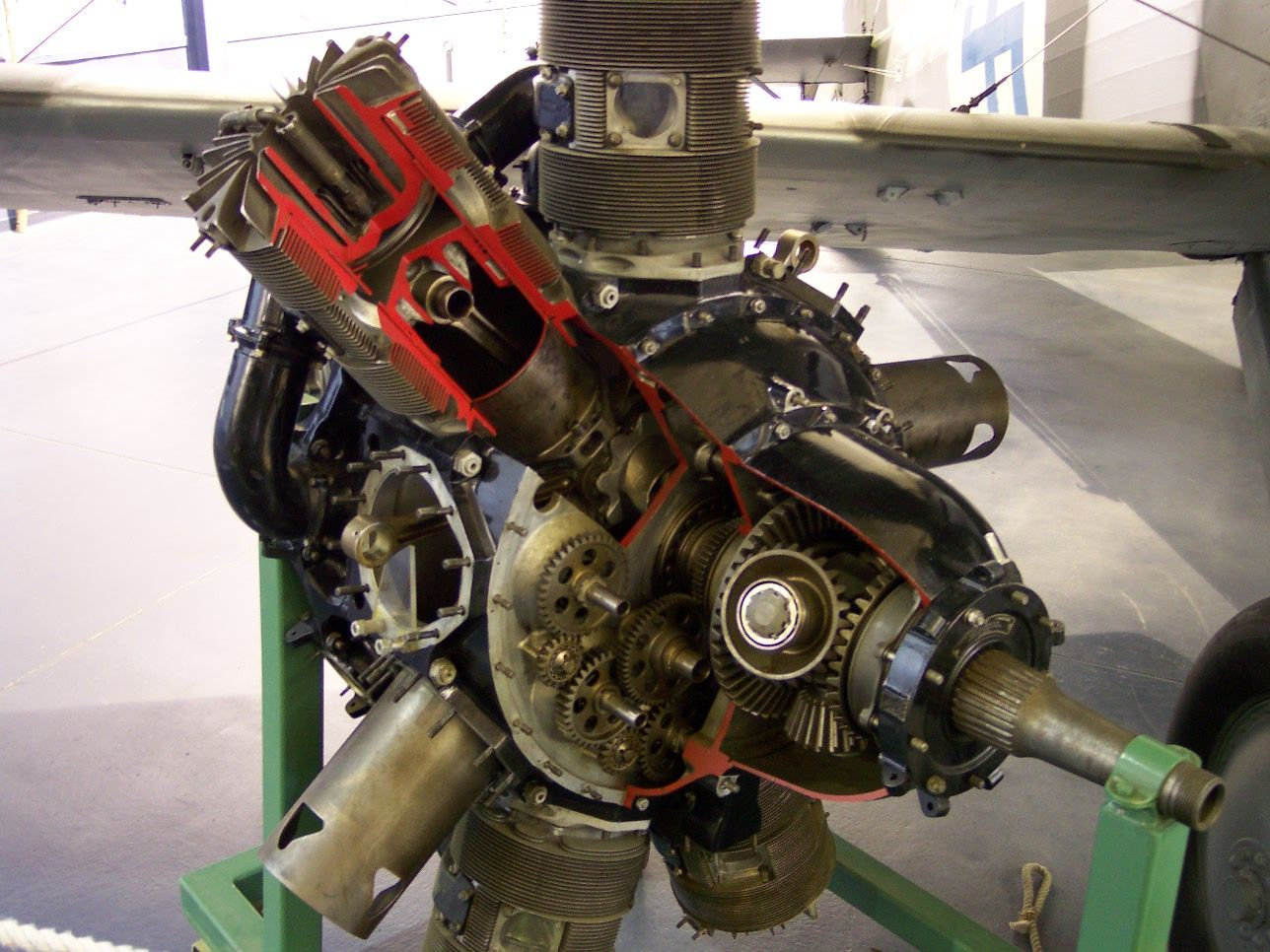
Aufgeschnittener Schiebermotor Bristol Perseus

Schiebermotor ist der Oberbegriff für verschiedene Bauarten von Zwei- und Viertaktmotoren mit einer Schiebersteuerung für den Ladungswechsel. Anders als ventilgesteuerte Motoren, deren Ein- und Auslassventile in geschlossenem Zustand stillstehen, werden Schiebermotoren über ständig hin- und herbewegte, kreisende oder sich drehende Schieber gesteuert. Um die Jahrhundertwende vom 19. zum 20. Jahrhundert versuchten sich mehrere Hersteller an Schiebersteuerungen, bei Viertaktmotoren waren nur die Hülsenschieber-Systeme von Charles Yale Knight und von Argyll Motors (nach Burt und McCollum) bis in die Zeit des Zweiten Weltkrieges erfolgreich.
Das wesentliche technische Problem besteht darin, trotz reibungsarmer Lagerung der Schieber einen dichten Ventilschluss gegen hohen Kompressionsdruck zu halten, was durch Materialausdehnung bei starkem Temperaturwechsel erschwert ist. Die Schieber müssen gut geschmiert werden, wodurch an den Steuerkanten Öl verlorengeht. Bei Ventilsteuerung mit Tellerventilen wird die Abdichtung durch den Kompressionsdruck unterstützt und der Ventilsitz ist ungeschmiert. Schiebersteuerung gibt es nur noch bei einigen Zweitaktmotoren als Einlassdrehschieber. Dort muss der Schieber nur gegen den niedrigen Vorverdichtungsdruck des Kurbelgehäuses abdichten und wird auch keinen höheren Temperaturen und Temperaturwechseln ausgesetzt.

## Überblick
Von den Anfängen des Motorenbaus bis weit in die 1940er Jahre gab es unterschiedliche Versuche, den Gaswechsel (Ansaugen, Ausstoßen) bei Verbrennungsmotoren zu steuern. Als Vorbilder der Motorenbauer dienten die Steuerungen von Dampfmaschinen und die Armaturen als Bedienelemente von Maschinen und Apparaten. Die heute in Verbrennungsmotoren eingebauten Ventile waren in der Frühzeit des Motorenbaus häufig Ursache von Motorschäden. Sie brachen oft am Übergang von Ventilschaft zum Ventilteller. Auch andere Nachteile der Ventile waren schon erkennbar. Viele Motorenbauer konstruierten Schiebersteuerungen, die die Nachteile der Ventile vermeiden sollten. Alle Drehschieberkonstruktionen haben gemeinsam das Problem der Dichtheit bei hohen Verbrennungsdrücken und hohen Temperaturen. Mehrere Konzepte wurden bis zur Serienreife entwickelt.
Bei Hülsenschiebern wird der Verbrennungsdruck von der Hülse aufgenommen und beansprucht nicht die Fuge zwischen Schiebern und Gehäuse. Die Abdichtung zwischen Zylinderkopf und Schieber übernehmen Kolbenringe, die auch vor dem Ersten Weltkrieg schon technisch beherrschbar waren. Der amerikanische Journalist Charles Yale Knight erfand 1903 eine Steuerung mit zwei hin- und herbewegten konzentrischen Schieberhülsen, die bis Ende der 1930er Jahre in Sport- und Luxuswagen verwendet wurden. 1912 führte der schottische Automobilhersteller Argyll Motors Schiebermotoren ein, die mit einer kreisenden Schieberhülse auskamen und von den Ingenieuren Burt und McCollum konstruiert worden waren. Der britische Hersteller Bristol produzierte in der Zeit des Zweiten Weltkrieges einige Typen von Flugmotoren wie etwa den Bristol Hercules mit Schiebersteuerung nach Burt-McCollum in Serie. Von BMW, Daimler-Benz und Junkers wurden gegen Ende des Zweiten Weltkrieges Flugmotoren (von Junkers ein Torpedomotor) mit DVL-WVW-Flachschiebersteuerung zur Serienreife entwickelt. Sie wurden jedoch nicht mehr in Serie gefertigt, da zu dieser Zeit die ersten, allen Kolbenmaschinen technisch überlegenen Strahltriebwerke fertig entwickelt waren.
Eine Entwicklung aus jüngerer Zeit sind sphärische Drehschieber. Der Schieber hat die Form eines Kugelabschnitts. Pro Zylinder werden zwei Schieber verwendet, je einer für Ein- und Auslass. Sie sind im Zylinderkopf montiert und drehen sich mit halber Kurbelwellendrehzahl. Die Schieber laufen auf Keramikringen und brauchen keine Schmierung.

## Historisches
In den Anfängen der Entwicklung von Verbrennungsmotoren wurden unzählige Varianten von Schiebersteuerungen entworfen und gebaut. Viele von ihnen waren schon (nach heutigem Kenntnisstand) von Anfang an zum Scheitern verurteilt.
Erfolgreiche Schiebersteuerungen waren ausschließlich mit oszillierenden Hülsenschiebern ausgestattet, weshalb sich die folgende Beschreibung im Wesentlichen auf diese Bauart beschränkt.
Einige bekannte Bauformen sind:
- mit drehenden Schiebern
  - Zylinder: Itala (nach 1904)
  - Kegel: Aspin 1937
  - Kugel: Sklenar 1938
  - Scheibe (Flachschieber): Flugmotor von BMW 1943
- mit schwingenden (oszillierenden) Schiebern, nur als Hülsenschieber
  - zweifach: Knight 1908
  - einfach: Burt-McCollum 1911.

Der erste verbreitete Schiebermotor wurde in Chicago von Charles Yale Knight (1868–1940) ab 1903 entwickelt, bis 1907 zur Serienreife entwickelt und 1908 zuerst in Großbritannien, dann 1910 in den USA zum Patent angemeldet.
Bei der Schiebersteuerung nach Knight wird der Gaswechsel über zwei konzentrisch zur Zylinderachse liegende Schieberbuchsen von 3 mm Dicke gesteuert, die sich während des Motorbetriebes mit einem Hub von etwa 25 mm auf und ab bewegen. Der Kolben läuft in der inneren Schieberbuchse. Angetrieben werden die Buchsen von einer im Kurbelwellengehäuse liegenden, mit halber Drehzahl laufenden Exzenterwelle über kurze Pleuelstangen. Bei der Bewegung der Schieberbuchsen werden abwechselnd die Ein- und Auslassschlitze freigegeben. Sie liegen einander gegenüber am oberen Ende des Zylinders. Solche Schiebermotoren waren seinerzeit robuster und weniger störungsanfällig als ventilgesteuerte Motoren und wurden für ihre außergewöhnliche Laufruhe sowie ihre gute Leistungsentfaltung im unteren Drehzahlbereich geschätzt. Darin waren sie gleich großen ventilgesteuerten Motoren überlegen.
Mit steigenden Motorleistungen und Drehzahlen kamen jedoch die Knight-Schieber an ihre Grenzen. Die relativ großen und schweren Schieber begrenzten die möglichen Motordrehzahlen und durch die zwei Schieberhülsen zwischen Kolben und eigentlichem Zylinder wurde die Wärmeabfuhr des Kolbens behindert. Hinzu kamen Schmierungsprobleme der Schieber.
Felix Wankel hat sich sehr intensiv mit Drehschiebersteuerungen beschäftigt. Dies gipfelte in der Entwicklung der WVW-DVL-Drehschiebersteuerung für große Flugmotoren (WVW = Wankel Versuchswerkstätten, DVL = Deutsche Versuchsanstalt für Luftfahrt).

## Aufbau und Fertigung
Schiebermotoren waren nur mit einem hohen konstruktiven und technischen Aufwand zu fertigen und ihr Betrieb stellte hohe Ansprüche an die regelmäßige Wartung. Sie verbrauchten viel Öl; Ölmangel führte zu irreparablen Schäden am Motor. Sie waren vor allem für Hersteller von Wagen der oberen Preisklasse interessant. Für die Knight-Schiebersteuerung wurden mehr als 30 Fertigungslizenzen erteilt, so an Daimler (Mercedes), Panhard & Levassor, Minerva, Hotchkiss, Laurin & Klement. Bei Mercedes wurden ab 1910 drei Motoren entwickelt, von denen der erfolgreichste bis 1924 produziert wurde.
Technische Daten des Mercedes-Knight 16/45 PS:
- 4 Zylinder
- Bohrung: 100 mm, Hub: 130 mm
- Hubraum: 4084 cm³
- Leistung: 33 kW (45 PS) bei einer Drehzahl von 1300 min−1
- Höchstgeschwindigkeit: 85 km/h

Im letzten Produktionsjahr wurde die Leistung auf 50 PS erhöht. Insgesamt wurden bei Mercedes 5500 Fahrzeuge mit Knight-Motoren gebaut. Im Jahre 1927 stellte ein Spezialwagen von Voisin, der mit einem 12-Zylinder-Knight-Motor mit 8 Litern Hubraum ausgerüstet war, den 24-Stunden-Weltrekord auf. Er fuhr eine Durchschnittsgeschwindigkeit von 182,5 km/h. Im Jahre 2004 gewann ein Mercedes-Knight von 1912 das vom AvD betreute Gordon-Bennett-Rennen in Bad Homburg vor der Höhe in der Klasse der Oldtimer bis 13,5 Liter Hubraum.

## Aufbau des Rohr-/Hülsenschiebers

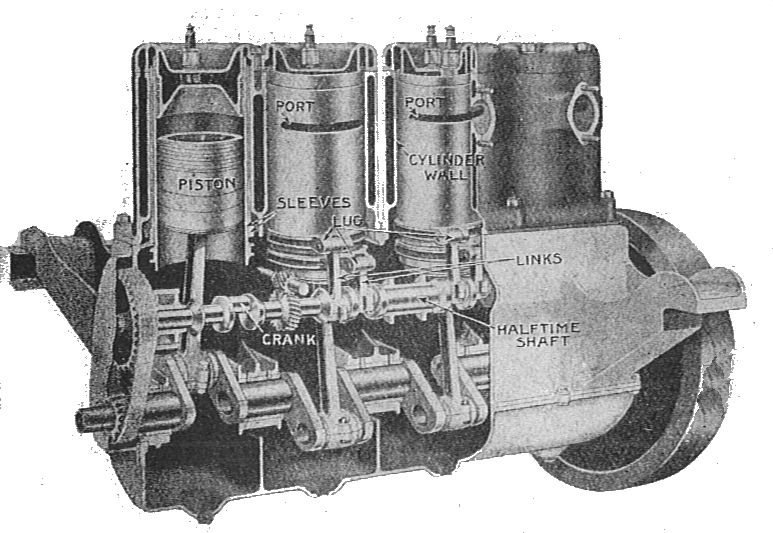
Teilschnitt durch einen Knight-Motor, Schieber an den mittleren Zylindern sichtbar

Hülsenschieber sind bewegliche Rohre, die zwischen Kolben und Zylinder eingebaut sind. Sie haben Öffnungen, die sich in einer bestimmten Position mit passenden Öffnungen im Zylinder decken und so die Ansaug- und Auspuffgase durchlassen. Die Schieber werden mit halber Kurbelwellendrehzahl angetrieben.
Bei der Knight-Steuerung sind es zwei ineinandersteckende Schieber, die eine hin- und hergehende Bewegung ausführen. Die Steueröffnungen sind gegenüberliegende Schlitze, der Auslass liegt dem Einlass gegenüber.
Die Burt-McCollum-Steuerung arbeitet mit einem Schieber, der auf einer annähernd kreisförmigen Bahn bewegt wird. Mehrere unregelmäßig geformte Aus- und Einlassöffnungen sind über den Zylinderumfang verteilt. Der Schieber gibt abwechselnd die Auspuff- und Ansaugöffnungen frei und hält sie während des Verdichtungs- und des Arbeitstaktes geschlossen.

## Flugmotoren

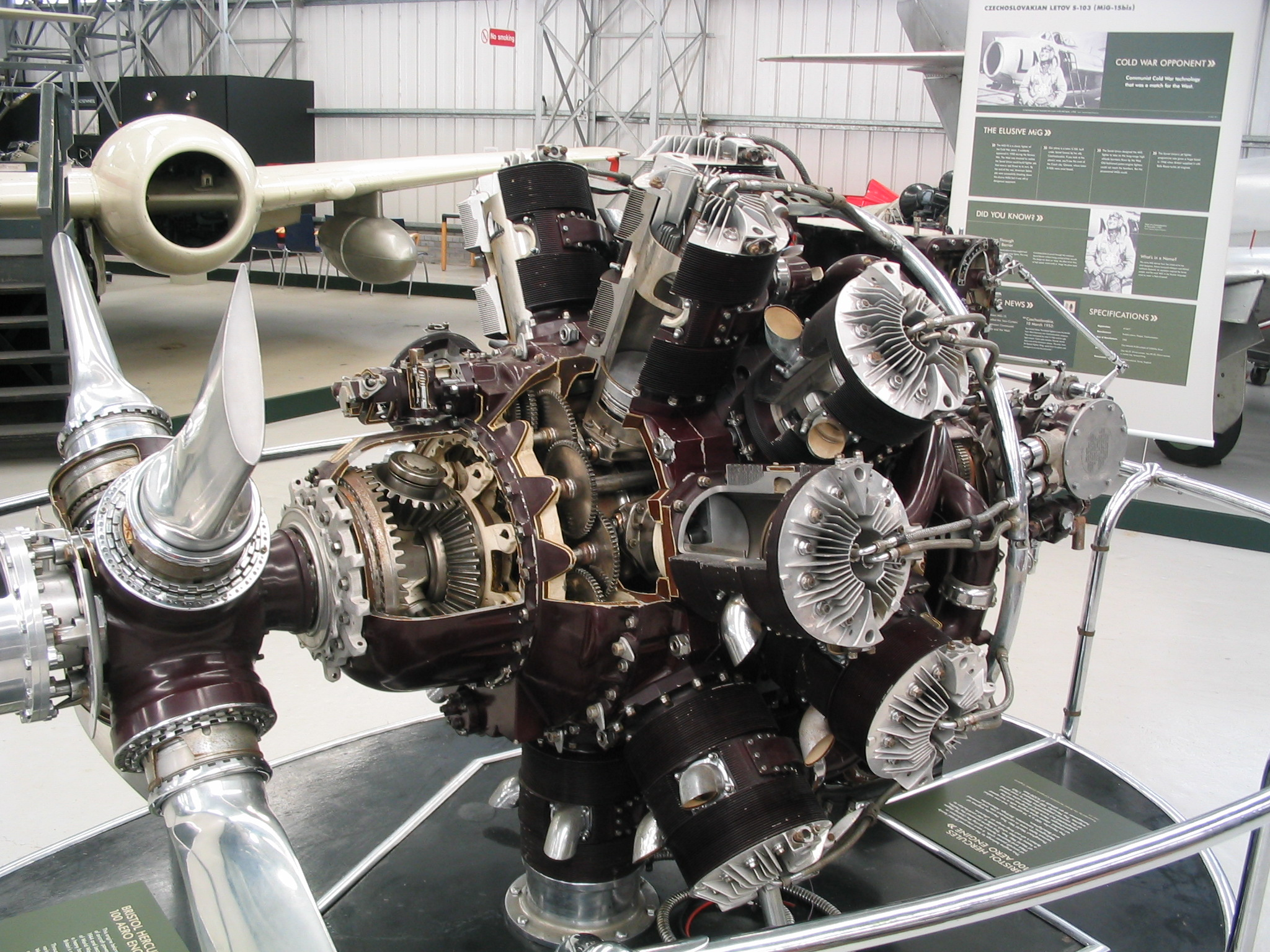
Schnittmodell im Museum of Flight, East Fortune, Schottland

Motoren mit Schiebersteuerung haben in der Regel ein geringeres Gewicht und eine höhere Leistung als vergleichbare zeitgenössische Motoren mit Ventilsteuerung. Die britischen Hersteller Napier & Son und Bristol Aeroplane Company bauten ab Mitte der 1930er Jahre erfolgreich Motoren mit Schiebersteuerung für Flugzeuge in Serie. Bristol baute Sternmotoren, Napier H-Motoren. Der Bristol Hercules wurde in der Nord Noratlas bis Anfang der 1970er Jahre verwendet, er hatte Schieber in der Bauart nach Burt-McCollum.

## Vor- und Nachteile
Der Vorteil gegenüber der konventionellen Ventilsteuerung beim Verbrennungsmotor ist die kontinuierliche Bewegung der Schieber. Dadurch entstehen geringere Maximalbeschleunigungen, die die Höchstdrehzahl begrenzen. Weiterhin werden die strömenden Gase nicht durch das strömungsungünstige Ventil behindert. Auch sind die erreichbaren Steuerquerschnitte größer als bei Tellerventilen. Durch die geradlinige Gasführung und die kurzen Strömungswege entstehen nur geringe Turbulenzen sowie nur eine geringe Erwärmung. Das kommt einer deutlich besseren Füllung und damit einer höheren Motorleistung zugute. Je nach Ausführung entstehen weitere Vorteile.
Nachteilig wirkt sich der höhere Aufwand für die Abdichtung der bewegten Teile auf die Kosten und die Haltbarkeit des Systems aus. Bei zu hohen Betriebstemperaturen besteht die Gefahr des Fressens oder Klemmens der Schieberteile.

## Schiebersteuerung bei Zweitaktmotoren

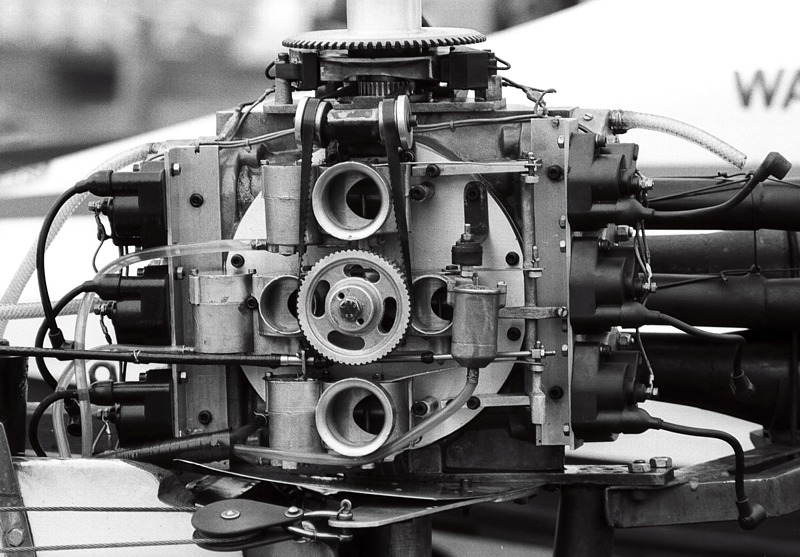
Flachdrehschieber (erkennbar an der runden Abdeckplatte unter den Vergasern) bei einem Außenbord-Rennmotor

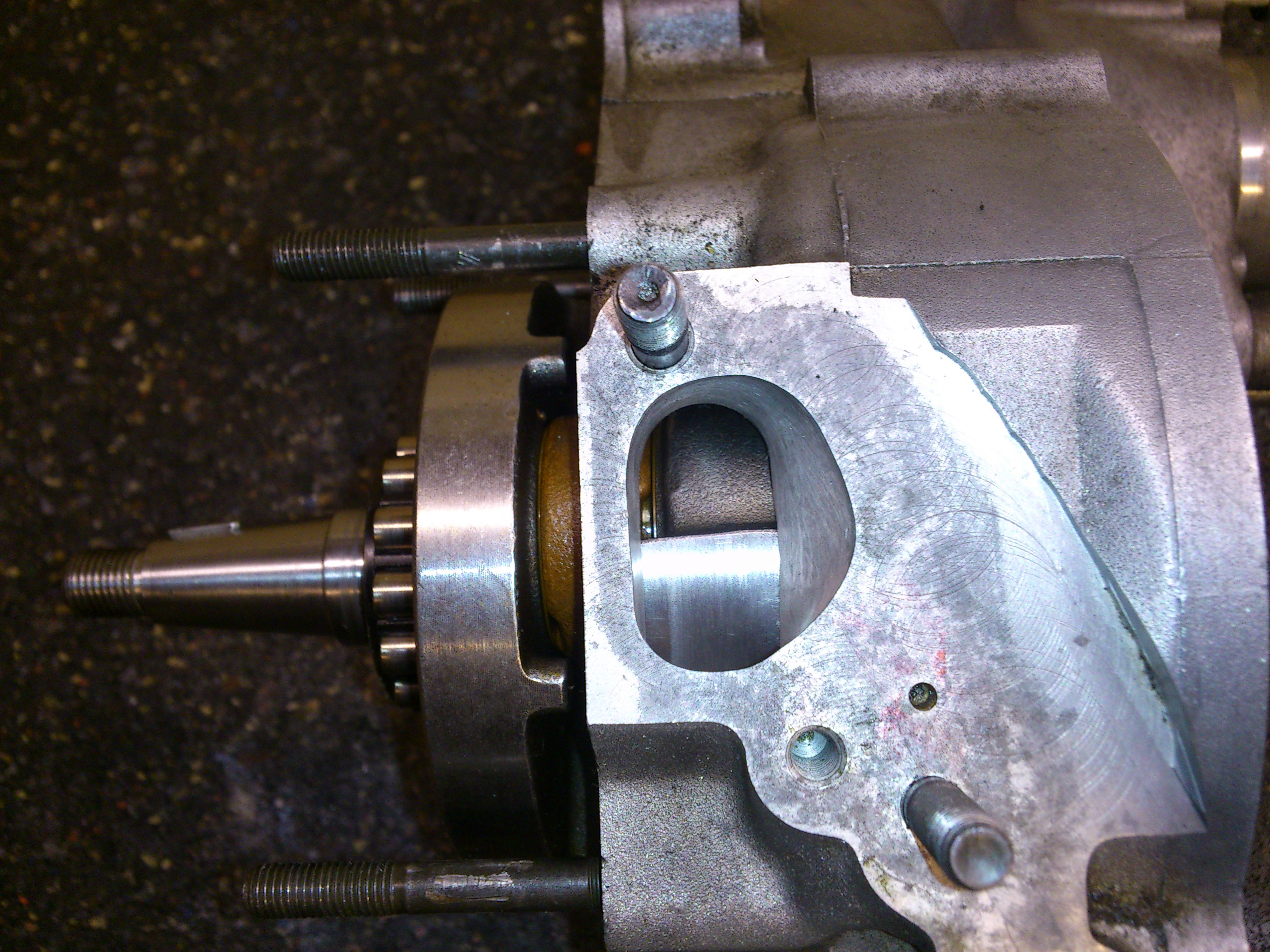
Vespa-Motorgehäusehälfte (PX-Baureihe) mit halb geöffnetem Einlass (Blick aus Sicht des Vergasers radial auf die Kurbelwelle)

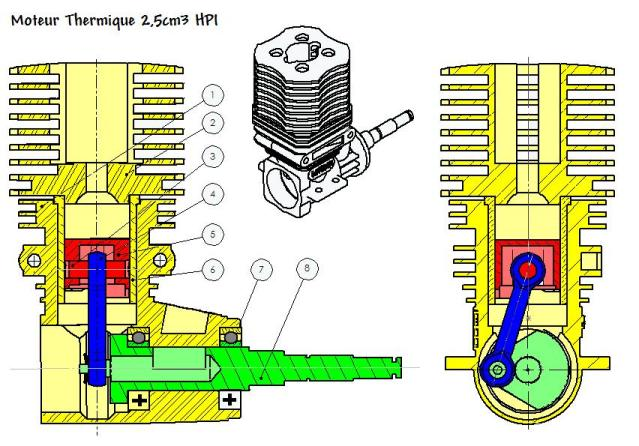
Modellmotor im Schnitt: grün die hohle Kurbelwelle als Drehschieber mit Einlassöffnung

Bei nahezu allen Zweitaktmotoren wirkt der Kolben zugleich als Steuerschieber, bei großen Zweitaktdieselmotoren wird der Einlass vom Kolben gesteuert und der Auslass von einem über Nocken betätigten Tellerventil.
Es gibt aber auch Zweitaktmotoren mit scheibenförmigem, direkt von der Kurbelwelle angetriebenen Drehschieber, der den Gemischeinlass in das Kurbelwellengehäuse steuert. Da hier der Schieber nicht mit hohen Drücken, Temperaturen und auch nicht mit den abrasiven Verbrennungsgasen in Berührung kommt, unterliegt er im Vergleich mit Schiebern bei Viertakt-Motoren praktisch keinem Verschleiß.
Mit einem solchen Motor wurde 1938 Ewald Kluge auf einer DKW-Rennmaschine Deutscher und auch Europameister sowie TT-Sieger in der Klasse bis 250 cm³. Die Entwicklung des Drehschiebers bei DKW ging auf Herbert Friedrich zurück. Dieser wechselte nach 1945, anders als viele andere Top-Konstrukteure, nicht nach Westdeutschland. In der späteren DDR entwarf er unter anderem die Drehschiebersteuerung für den Trabant-Motor, die ein beachtliches Drehmoment und eine hohe Elastizität des Motors ermöglichte. Die Drehschieber waren hierbei schlichte Blechplatten, die mittels Stiften von der Kurbelwelle mitgenommen werden und vor einem Schlitz im Gehäuse rotieren (Einlassdrehschieber).
Die von der Kolbenstellung unabhängige Einlasssteuerung war immer wieder ein beliebter Angriffspunkt für Tuner. Kawasaki baute kleinere Drehschieber-Zweitakter bis in die 1980er Jahre.
Ebensolche Kurbelwellen mit Aussparung an einer der Kurbelwangen finden sich in den millionenfach produzierten Motoren der meisten Vespa-Roller von 1959 bis zur Einstellung der PX-Baureihe Ende 2016.
Hier setzt bei diesen immer noch in großen Stückzahlen vorhandenen Motoren das Tuning an, indem die Länge und Position des Einschnitts (Einlasssteuerzeit) modifiziert und die Kurbelwange strömungsgünstig gestaltet wird ("Lippenwelle"). Oft muss danach die Welle neu ausgewuchtet werden.
Es gab auch Zweitaktmotoren mit Auslassdrehschiebern, die für den Gaswechsel Vorteile hatten (asymmetrisches Steuerdiagramm), aber wegen der hohen Abgastemperaturen teuer und anfällig sind. Das oftmals fälschlicherweise als Auslassdrehschieber bezeichnete Yamaha Power Valve System ist eine drehbare Vorrichtung im Auslasskanal, mit der die Auslasssteuerzeit über die effektive Höhe des Auslassschlitzes in Abhängigkeit zur Motordrehzahl verändert, und damit die Leistungsbandbreite des Motors erhöht werden kann.
Der Berliner Dieter König baute sehr leistungsfähige Außenbord-Rennmotoren mit Einlassdrehschiebern, mit denen ab 1960 bis Ende der 1980er Jahre alle Welt- und Europameisterschaften in den Klassen 250 cm³, 350 cm³, 500 cm³ und 700 cm³ gewonnen wurden. Bei diesen Zwei- und Vierzylinder-Boxermotoren saßen die Drehschieber seitlich am Kurbelgehäuse und wurden über einen Zahnriemen angetrieben.
Ein Motorrad auf Basis eines dieser Motoren, die König 500 GP, sorgte Anfang der 1970er Jahre für Aufsehen in der GP-Szene. Das Motorrad wurde von dem Neuseeländer Kim Newcombe konstruiert und pilotiert. Er kannte die Motoren als Außenborder-Bootsantriebe und heuerte bei König an. Kim Newcombe gelang es, mit diesem Motorrad die Dominanz der MV Agusta zu brechen. Im August 1973 verunglückte er tödlich, wurde aber posthum noch Vizeweltmeister. Heute baut der ehemalige König-Werksfahrer Norbert Schüller in Langenfeld dieses Motorrad als Kauf-Kit. Im Jahr 2011 stellte er bei der VFV-Meisterschaft auf dem Nürburgring das Motorrad vor und wurde in seinem Lauf Dritter. In den 1960er und 1970er Jahren wurden auch Kreidler- und Zündapp-Motoren für Renneinsätze auf Drehschiebersteuerung umgebaut.